# Colona winitii
Colona winitii är en malvaväxtart som först beskrevs av William Grant Craib, och fick sitt nu gällande namn av William Grant Craib. Colona winitii ingår i släktet Colona och familjen malvaväxter. Inga underarter finns listade i Catalogue of Life.